# اختبار الأنسجة النباتية
اختبار أو فحص الأنسجة النباتية (بالإنجليزية: Plant tissue test)‏ هو أحدث طريقة لتزويد النباتات بالأسمدة بالاعتماد على العناصر الغذائية الموجودة فيها، وذلك بفحص الكتل ذات التفاعلات الكيميائية السهلة. والتسميد السليم ضروري للنمو السليم للنباتات. إذ يمكن تقييم المحتوى الغذائي للنبات عن طريق اختبار عينة من الأنسجة من ذلك النبات. وهذه الاختبارات مهمة في الزراعة حيث يمكن ضبط تطبيق الأسمدة إذا كانت حالة المغذيات للنبات معروفة. ويحد النيتروجين بطريقة شائعة من نمو النبات وهو أكثر العناصر الغذائية التي يقومون بإدارتها.
فعندما تنقص التغذية داخل النبات لأي سبب من الأسباب فإن نموها يتوقف. وهناك العديد من العلامات الدالة مثل أن تنتقل من اللون الأخضر الداكن إلى الأخضر الصحي الذي من المفترض أن يكون على السيقان المورقة. وترتبط مخططاتهم وصفاتهم وما إلى ذلك بالعناصر الغذائية وعوامل أخرى تفتقر إليها.

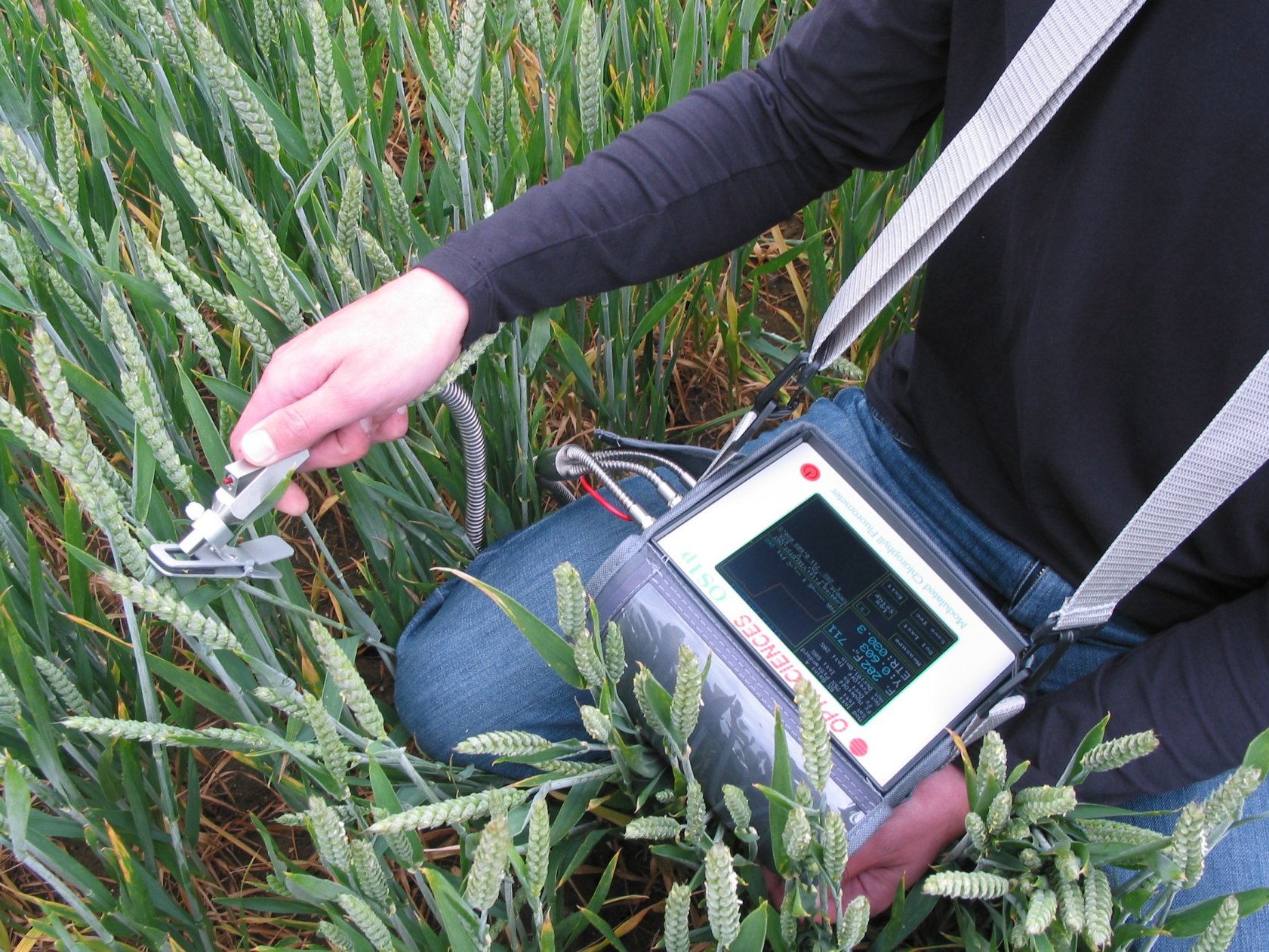
مقياس التألق المعدل يقيس إنتاجية التمثيل الضوئي Y (II) في الحقل

ومنذ ما يقرب من نصف قرن حاول المهندسون الزراعيون العثور على كمية العناصر الغذائية من اختبار التربة وتوفير السماد وتعويض النقص. ولقد وجد أن تحويل العناصر الغذائية إلى السماد من الاختبار لا يحتسب عدة مرات. وبالمثل لم يكن التحليل الكيميائي للنباتات وتحديد المستوى المطلوب من العناصر الغذائية ناجحًا. وبذلك فإن أفضل ممارسة هي زراعة المحاصيل في نفس المكان لتحديد مدى خصوبة الأرض وكمية العناصر الغذائية المطلوبة لنوع من المحاصيل. لكن في الآونة الأخيرة قاموا باستخدام اختبار التربة على نطاق واسع في المختبرات للكشف عن العناصر الغذائية التي قد تكون موجودة فيها والمغذيات النباتية.

## أكثر أوقات الاختبار فعالية
تكون اختبارات الأنسجة مفيدة دائمًا تقريبًا؛ لأنها توفر معلومات إضافية حول فسيولوجيا المحصول. وتعتبر اختبارات الأنسجة مفيدة بوجه خاص في مواقف معينة:
- لرصد حالة النيتروجين للمحصول طوال موسم النمو. عادة ما تجرى اختبارات التربة قبل الزراعة.
- في البيئات الخاضعة للسيطرة العالية مثل الإنتاج في الزراعة المائية في الصوبات الزراعية، تتطلب المحاصيل تغذية ثابتة من العناصر الغذائية في إمدادات المياه الخاصة بهم. وحتى النقص العابر في العناصر الغذائية يمكن أن يقلل الغلة. حيث لا يمكن لنتائج اختبار التربة أن تكشف عن امتصاص المغذيات الفعلي وتنقل المغذيات. كما قد تكون اختبارات التربة غير كافية لإدارة حالة النيتروجين في المحاصيل. وقد يكون اختبار التربة أكثر ملاءمة عند زراعة المحاصيل في السماد العضوي بطيء الإطلاق والسماد الطبيعي.
- عندما يكون هناك خطر من أن يؤدي تطبيق المغذيات إلى منع امتصاص العناصر الغذائية الأخرى أو إطلاقها. وعند الاستخدام المفرط يمكن أن يؤدي ذلك إلى ظروف سامة، مثل أثناء وضع فضلات الدواجن التي تحتوي على مغذيات دقيقة مثل النحاس بتركيزات عالية.
- لضمان عدم تجاوز مستويات النيتروجين في المحصول حدًا معينًا. فتركيزات عالية من النترات لها آثار على صحة الإنسان لأنه يمكن تحويل النترات إلى نيتريت في الجهاز الهضمي البشري. كما يمكن أن يتفاعل النتريت مع المركبات الأخرى في القناة الهضمية لتكوين النيتروزامين والذي يبدو أنه مادة مسرطنة. وقد تحتوي المحاصيل على تركيزات عالية من النترات عند استخدام الأسمدة الزائدة. إذ يمكن أن تكون هذه مشكلة في المحاصيل ذات المستويات العالية من امتصاص النترات مثل السبانخ والخس.

## مساوئ اختبارات الأنسجة التقليدية
اختبارات الأنسجة التقليدية هي اختبارات مدمرة حيث ترسل عينة إلى المختبر لتحليلها. وأي اختبار معمل (اختبار التربة أو الأنسجة) الذي تجريه شركة تجارية سيكلف المزارع رسومًا. حيث تستغرق الاختبارات المعملية أسبوعًا على الأقل حتى تكتمل وعادةً ما تستغرق أسبوعين. حيث يستغرق تجفيف العينات وقتًا ثم إرسالها إلى المختبر واستكمال الاختبارات المعملية ومن ثم إعادة النتائج إلى المزارع. وهذا يعني أنه قد لا يتلقى المزارع النتائج إلا بعد الوقت المثالي لاتخاذ الإجراء. أما اختبارات الأنسجة النيتروجينية التي يمكن إجراؤها بسرعة في الميدان تجعل اختبار الأنسجة أكثر فائدة.
وهناك مشكلة أخرى تتعلق باختبارات الأنسجة المعملية وهي صعوبة تفسير النتائج في كثير من الأحيان.

## اختبارات الأنسجة غير المدمرة
اختبارات الأنسجة غير المدمرة لها مزايا مقارنة بالاختبارات التدميرية التقليدية. حيث يمكن إجراء اختبارات الأنسجة غير المدمرة بسهولة في الميدان، وتوفر نتائج أسرع بكثير من الاختبارات المعملية.
لتقييم محتوى النيتروجين بأسلوب غير مدمر يمكن تقييم محتوى الكلوروفيل. يرتبط محتوى النيتروجين بمحتوى الكلوروفيل لأن جزيء الكلوروفيل يحتوي على أربع ذرات نيتروجين.

### مقاييس محتوى الكلوروفيل
يمكن الكشف عن نقص النيتروجين باستخدام مقياس محتوى الكلوروفيل. وتحدد العدادات محتوى الكلوروفيل عن طريق تسليط الضوء بناء على ورقة تدخل في فتحة وتقاس كمية الضوء المنقول.
تستخدم أجهزة قياس الكلوروفيل وحدات قياس مختلفة. فعلى سبيل المثال في حين تستخدم المينولتا (Minolta) «وحدات سباد (SPAD)»، تستخدم القوة- إيه (Force-A) وحدة دوالكس (Dualex) وتستخدم ADC فهرس محتوى الكلوروفيل. كل شيء يقيس أساسًا نفس الشيء وتتوفر جداول التحويل.
في حين أن أدوات الامتصاص التقليدية كانت شائعة جدًا لدى علماء النبات وأثبتت أنها تعمل بصيغة جيدة مع أنواع الأوراق العريضة إلا أنها تعاني من قيود. حدود عدادات الامتصاص:
- يجب أن تغطي العينة فتحة القياس بالكامل. أي ثغرات ستعطي قراءات خاطئة.
- يجب أن تكون العينة المقاسة رفيعة، بحيث لا يمتص ضوء القياس بالكامل.
- يجب أن يكون سطح العينة مسطحًا.
- يحد تأثير الحث كاوتسكي من القياسات المتكررة في نفس الموقع.
- يمكن أن يحدث الاختلاف في القياسات بسبب الأضلاع الوسطى والأوردة.
- الارتباط الخطي يقتصر على أقل من 300 مجم / م 2.[4]

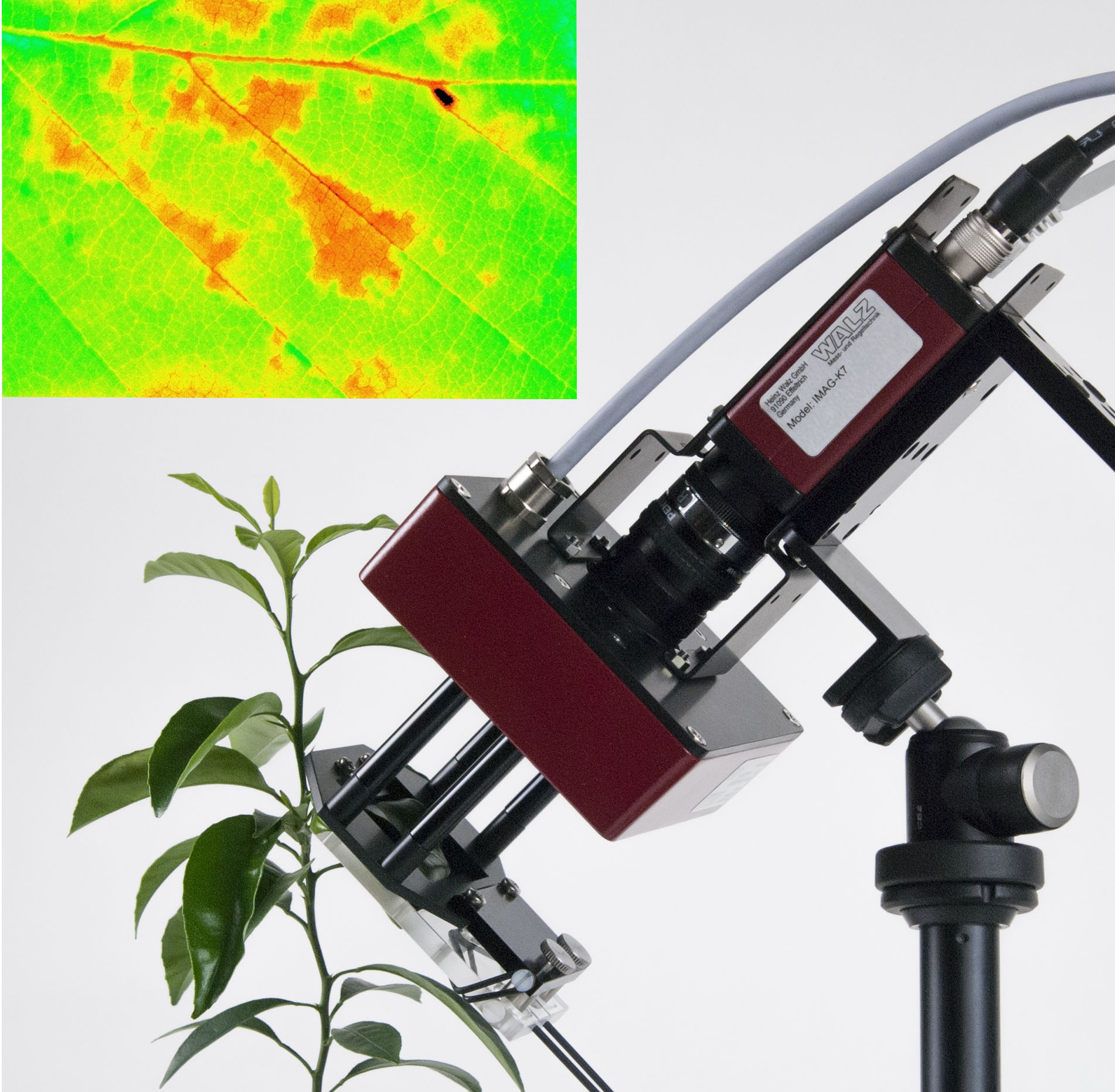
صورة مضان الكلوروفيل (يقيس بقيمة قدم) لسطح الورقة محوري المحور

لذلك فإنه توجد عينات غير مناسبة لتقنية الامتصاص وهي تشمل الأوراق الصغيرة، ومعظم نباتات الطبابة البديلة، والإبر الصنوبرية، والفاكهة، والطحالب على الصخور، والنباتات الطحلبية، والأشنات، والتركيبات النباتية مثل السيقان والأعناق. فبالنسبة لهذه العينات من الضروري قياس محتوى الكلوروفيل باستخدام مضان الكلوروفيل.
في ورقة جيتلسون العلمية (1999) أعلن Gitelson أن «النسبة بين مضان الكلوروفيل عند 735 نانومتر ونطاق الطول الموجي 700 نانومتر إلى 710 نانومتر، وعثر على F735 / F700 لتكون متناسبة خطيًا مع محتوى الكلوروفيل (مع معامل التحديد r2 أكثر من 0.95) وعلى هذا يمكن استخدام هذه النسبة كمؤشر دقيق لمحتوى الكلوروفيل في أوراق النبات.» وتستخدم عدادات محتوى الكلوروفيل ذات النسبة الفلورية هذه التقنية لقياس هذه العينات الأكثر صعوبة.
حيث تتميز عدادات محتوى الكلوروفيل ذات النسبة الفلورية بالمزايا التالية:
- يمكنهم قياس عينات صغيرة لأن فتحة القياس لا تحتاج إلى ملء.
- لهم قياسات تصل إلى 675 مجم / م 2 ممكن أن يقرأها (وهي فقط 300 مجم / م 2 بتقنية الامتصاص).
- يمكنهم قياس الأسطح المنحنية مثل إبر الصنوبر والأعناق.
- يمكنهم قياس عينات سميكة مثل الفاكهة والصبار.
- يمكنهم إجراء قياسات متعددة في نفس الموقع لعدم وجود تأثير كاوتسكي.
- قراءاتهم أكثر اتساقًا لأنه يمكن تجنب عروق الأوراق والأضلاع الوسطى.

نتيجة لقياس مضان الكلوروفيل يمكن التحقيق في الفيزيولوجيا البيئية للنبات. ويستخدم باحثو النبات مقاييس الفلور الكلوروفيل لتقييم إجهاد النبات.

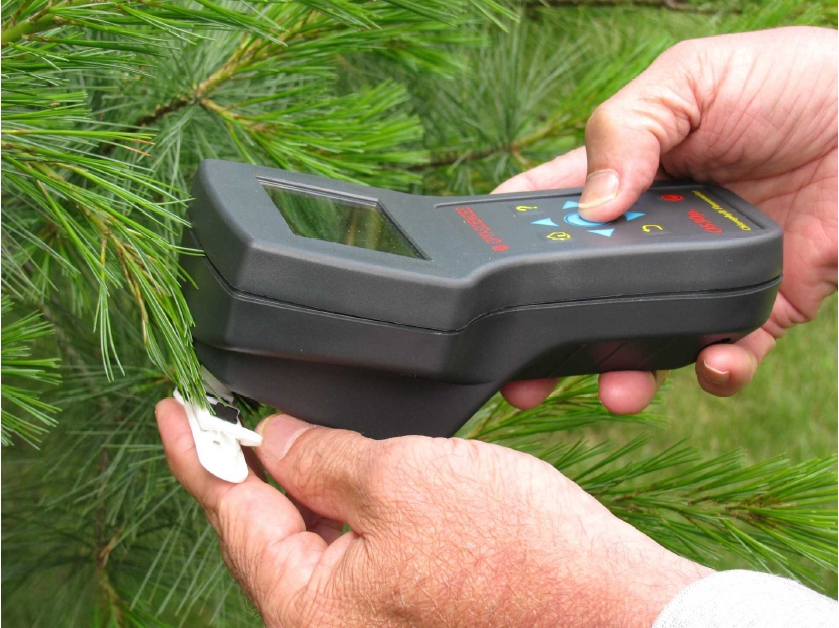
استخدام مقياس التألق لقياس OJIP في الميدان.

### قياس تألق الكلوروفيل
صممت أجهزة قياس الفلور للكلوروفيل لقياس التألق المتغير للنظام الضوئي الثاني أو PSII. فمع معظم أنواع إجهاد النبات يمكن استخدام هذا الفلورة المتغيرة لقياس مستوى إجهاد النبات. وتشمل البروتوكولات الأكثر شيوعًا ما يلي: Fv/Fm ، بروتوكول مُكيف مظلمًا، Y(II) أو ΔF/Fm’ اختبارًا مُكيفًا للضوء يُستخدم أثناء عملية التمثيل الضوئي للحالة المستقرة، والعديد من البروتوكولات المكيفة الداكنة لـ OJIP التي تتبع مدارس فكرية مختلفة. بحيث يمكن أيضًا استخدام بروتوكولات إخماد الفلورة الأطول لقياس إجهاد النبات، ولكن نظرًا لأن الوقت المطلوب للقياس طويل للغاية فمن المحتمل أن تختبر مجموعات نباتية صغيرة فقط. ويعد التبريد NPQ أو التبريد غير الكيميائي الضوئي الأكثر شيوعًا بين معلمات التبريد هذه، ولكن أيضًا تستخدم معلمات أخرى وبروتوكولات التبريد الأخرى.
بروتوكول اختبار آخر يعتمد على التألق هو اختبار OJIP. وتحلل هذه الطريقة الزيادة في التألق المنبعث من الأوراق ذات اللون الداكن عند إضاءتها. ويتبع الارتفاع في التألق خلال الثانية الأولى من الإضاءة منحنى ذا قمم وسيطة تسمى خطوات O و J و I و P. بالإضافة إلى ذلك تظهر الخطوة K أثناء أنواع معينة من الإجهاد مثل نقص N. وقد أظهرت الأبحاث أن الخطوة K قادرة على قياس الإجهاد N.

## اختبارات مختلفة

مقياس مساحة الورقة المحمولة بالمتر المستخدمة لقياس نمو الأوراق

اختبار النيتروجين: يجب خلط كبريتات الباريوم، وكبريتات المنغنيز، ومسحوق الزنك، وحمض الستريك، وحمض السلفاناليك، والألفانافثالامين وحفظها باللون الأسود. ثم قم بقص جزء النبات الذي ستختبره بالمقص أو السكين وافرد المسحوق برفق فوق الجزء العلوي. وعندما تعصره يتحول المسحوق إلى اللون الوردي في حالة عدم وجود نترات في النبات. ومع هذا النوع من الاختبارات في مراحل مختلفة من نمو النبات، من الممكن معرفة ما إذا كان يوجد توفير للنيتروجين أم لا.
اختبار الفوسفور: خذ الورقة السادسة أو السابعة أو الجزء السفلي من الورقة من قاعدة النبات، وضع شريطًا من الورق على حزام الخصر لعصر العصير من الورقة، ثم ضع عجينة من محلول موليبدات الأمونيوم المذاب في حمض الهيدروكلوريك. وإذا فركت الفوسفور بسكين من الصفيح فسوف يتحول إلى اللون الأزرق.
اختبار البوتاسيوم : المحاليل الكيميائية المراد حلها: المحلول 1. صبغ البكرالامين المذاب بكربونات الصوديوم. يمكن تكييف مستخلصه مع كمية البوتاسيوم المراد اختبارها. المحلول 2. حمض الهيدروكلوريك تقليم ورق الترشيح وينقع فيه.
الإجراء: خذ عينة من ورقة مشابهة لاختبار الفوسفور وضع قطرتين من المحلول المخفف 1 إلى 2 قطرة على قطعة من العصير. يظهر اللون الأحمر البرتقالي في حالة وجود البوتاس، واللون الليموني الأصفر إذا لم يكن البوتاس.
وبالمثل طُبقت طرق الاختبار على مبيدات الأعشاب مثل المغنيسيوم والمنغنيز والحديد والنحاس باستخدام المواد الكيميائية المناسبة.